# Heinz Rother (Politiker)
Heinz Rother (* 3. Juli 1939 in Aschersleben) ist ein deutscher Politiker (CDU).

## Leben
Heinz Rother besuchte von 1945 bis 1953 die Grundschule in Aschersleben; es folgte eine Lehre als Kfz- und Motorenschlosser und von 1961 bis 1965 ein Studium an der Ingenieurschule für Kfz-Technik in Zwickau.
Rother, der seit der 1963 der CDU der DDR angehörte, wurde am 18. März 1990 in die Volkskammer gewählt und zog am 3. Oktober 1990 in den Bundestag ein. Bei der Bundestagswahl 1990 wurde er im Bundestagswahlkreis Eisleben – Hettstedt – Sangerhausen direkt gewählt, sodass er dem Bundestag bis 1994 angehörte.